# 3044 Saltykov
3044 Saltykov eller 1983 RE3 är en asteroid i huvudbältet som upptäcktes den 2 september 1983 av den båda rysk-sovjetiska astronomerna Nikolaj E. Kurotjkin och Natalja V. Metlova vid Krims astrofysiska observatorium på Krim. Den har fått sitt namn efter Nikita Saltykov.
Asteroiden har en diameter på ungefär 24 kilometer.